# José Ignacio Cienfuegos
José Ignacio Cienfuegos Arteaga (Santiago, 1 de octubre de 1762-Talca, 8 de noviembre de 1845) fue un clérigo domínico chileno. Fue un héroe de la independencia de su país, y senador y presidente del Congreso de la República de Chile. Ocupó también diversos cargos eclesiásticos en Santiago de Chile, Concepción y la Santa Sede.
Su padre era don Francisco Fernández de Cienfuegos, nacido en Asturias; radicado en Talca, donde extendió testamento a fines del siglo XVIII. Este se casó con doña Josefa Arteaga Martínez, con descendencia de once hijos.

## Biografía
Estudió la carrera eclesiástica en la Real Universidad de San Felipe. Se ordenó sacerdote en 1778 y fue novicio de la Recolección de Santo Domingo. En 1790 fue sacerdote de Talca, donde sirvió durante 23 años.
Desde 1810 prestó sus servicios a la causa de la Independencia. Formó parte de la Junta de Gobierno de 1813. Fue designado parte de la canonjía de La Merced. Fue elegido senador al Senado Consultivo de 1814. Se le mandó confinado a la isla de Juan Fernández junto a todos los patriotas tras la caída de los independentistas en Rancagua. Dos años permaneció en el destierro. La victoria de los patriotas en Chacabuco (1817), le devolvió la libertad. En 1818 fue elegido senador de la República, ejerciendo el cargo hasta 1822. Fue Presidente del Congreso entre 1818 y 1820. Presidente provisional de la Asamblea Provincial de Santiago en 1825. En 1826 fue nombrado Presidente provisorio del Congreso y en propiedad en julio del mismo año. 
Fue nombrado albacea del Abate Juan Ignacio Molina, creando el Instituto Literario de Talca, conocido hoy como Liceo Abate Molina.
Participó del intento de implementar el sistema federal en Chile. También este año fue elegido diputado por Talca, y en 1827 presidió la llamada Comisión Nacional. Elegido senador en 1831-1834. En mayo de 1831 fue designado Presidente provisorio de la Cámara de Senadores, y en junio de ese año asumió el cargo en propiedad.
En 1818 fue nombrado Arcediano de la Catedral de Santiago, cargo que ejerció por cuatro años. En 1821 partió como Ministro Plenipotenciario a Roma, a conseguir el reconocimiento de la Santa Sede a la Independencia de Chile. A su regreso gobernó por dos años la diócesis (1824-1825), y volvió a Roma, para retornar con el título de Rétimo por bula del 15 de diciembre de 1828, y fue instituido diocesano de Concepción, por bula de 17 de diciembre de 1832; seis años ocupó este puesto. Finalmente renunció al Obispado de Concepción, y pasó a vivir a Talca. Creó la Parroquia de Quillón en 1832.
Falleció cuando estaba dedicado a la reconstrucción de la Iglesia Matriz de Talca, arruinada por el terremoto de 1835. Fue velado en el templo de Santo Domingo, que contaba con las oficinas parroquiales de la ciudad.
En 1954 sus restos fueron trasladados a la Catedral de la ciudad de Talca.